# 宇宙物理たんbot
宇宙物理たんbot（うちゅうぶつりたんぼっと）は、日本のTwitter上のbot、バーチャルYouTuber（VTuber）として活動する仮想的な美少女キャラクター。「ツイッタラー」「バーチャルサイエンスアウトリーチャー」を自称し、宇宙物理学をはじめとした科学の面白さを伝える普及活動（アウトリーチ）を行っている。

## 概要
宇宙物理学の擬人化に基づいて創作された。2013年6月にTwitterのbotアカウントを開設し、宇宙物理学に関連したつぶやきを投稿して科学の普及活動（アウトリーチ）を始めた。2018年6月3日からはYouTube、同年8月27日からはニコニコ動画で、VTuberとして動画投稿によるアウトリーチを開始。同年11月、VTuber新人コンテスト「第1回バージョンドット (VER.)」に動画を出展し、審査員賞を受賞。
2019年には日本天文教育普及研究会からの講演依頼を受ける。同年8月18日の年会「第33回天文教育研究会」の開会に当たっては、テーマセッション「若い世代が考える天文教育」の基調講演を動画上映（「バーチャル登壇」）を通じて行った。講演動画はYouTube上で公開されている。2019年には、系外惑星の発見の功績によりジュネーヴ大学のミシェル・マイヨールが2019年度のノーベル物理学賞を受賞することを発表2日前に予想して的中させた。

## キャラクター
緑色あるいは青緑色の髪・瞳を特徴とする美少女型ロボット。設定上の年齢は17歳。決め台詞は「アセンション！」。好きな声優は坂本真綾。
声の出演は、ボイスチェンジャーソフト恋声による音声加工。キャラクター画像としては、Twitterアカウントではフリーアイコン、動画ではバーチャルアバター作成ソフトhitogata（開設から2018年7月まで）およびVカツ（2018年8月以降）により作成したアバターを使用。

## 動画配信
宇宙物理たんbotのアストロフィジカルトーク
YouTubeで2018年6月、ニコニコ動画で同年8月より不定期に配信されている番組で、宇宙物理学について各回様々なテーマを設けて解説する。ゲームやアニメ等に関連させた比喩的説明を織り交ぜつつ、ハイテンションなトークを繰り広げている。

### 主題歌
宇宙物理たんbotテーマソング『Ascension!』
作詞・作曲・編曲 - オカエモン / 歌 - 初音ミク